# Мария Пиа Савойская (1934)
Мария Пиа Савойская (Мария Пиа Елена Елизавета Маргарита Милена Мафальда Людовика Текла Дженнара; род. 24 сентября 1934, Неаполь) — принцесса Савойская, старшая дочь последнего короля Италии Умберто II и Марии Жозе Бельгийской, сестра претендента на трон её отца Виктора Эммануила Савойского.

## Жизнь
Мария Пиа родилась в 1934 году в Неаполе и была первенцем от принца и принцессы Пьемонта. Её родители были женаты с 1930 года и, как её мать призналась в интервью много лет спустя, были несчастливы вместе. Они разошлись после того, как итальянская монархия была отменена 2 июня 1946 года. В изгнании семья ненадолго воссоединилась в Португалии, но вскоре Мария Пиа и её младшие сёстры Мария Габриэлла (род. 1940) и Мария Беатриче (род. 1943) и брат Виктор Эммануил (род. 1937) отправились вместе со матерью в Швейцарию. Их отец остался на португальской ривьере. Будучи набожными католиками, её родители никогда не разводились.

## Браки и дети

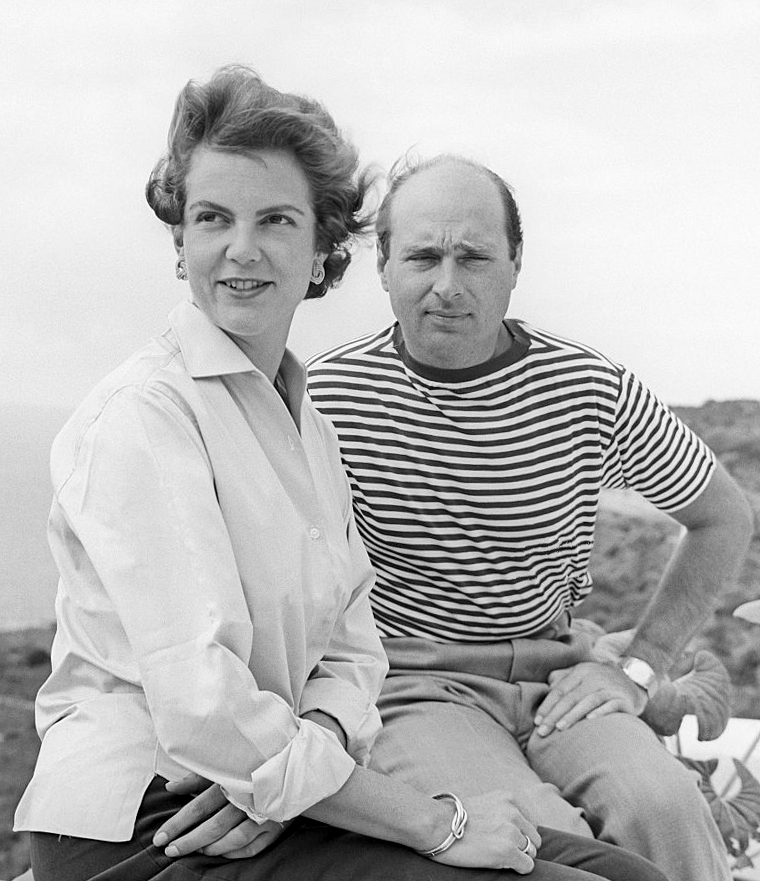
Мария Пиа Савойская со своим первым мужем, 1958 год

Во время королевского круиза на яхте Agamemnon, организованного королевой Греции Фредерикой 22 августа 1954 года, она встретилась и впоследствии вышла замуж за принца Югославии Александра (1924—2016), сына князя Югославии Павла и принцессы Ольги Греческой и Датской. Они поженились 12 февраля 1955 года в Кашкайше в Португалии, где отец Марии Пии жил в изгнании.
Вскоре после свадьбы Мария Пиа родила мальчиков-близнецов. Через пять лет у неё снова родились близнецы, на этот раз мальчик и девочка. Дети Марии Пии и Александра Карагеоргиевича:
- Димитрий (род. 1958), не женат
- Михаил (род. 1958), не женат
- Сергей (род. 1963)
  - 1-я жена — София де Толедо (1985—1986; развод)
  - 2-я жена — Элеонора Реджнери (2004—?; развод)
  - С 2018 года состоит в отношениях с Кристиной Галеотти, от которой у него есть сын Умберто (род. 2018)
- Елена Ольга (род. 1963)
  - 1-й муж — Тьери Гоббер, развод[2]. Трое детей: Милена (род. 1988), Настасья (род. 1991), Леопольд (род. 1997)
  - 2-й муж — Станислас Фогерон

В 1967 году Мария Пиа и Александр Карагеоргиевич развелись.
В 2003 году Мария Пиа вышла замуж за принца Мишеля Бурбон-Пармского (1926—2018), сына принца Рене Бурбона-Пармского и принцессы Маргрете Датской. Его брак с принцессой Иоландой де Брольи-Ревель был аннулирован; у него было пятеро законных детей, а также дочь Амели де Бурбон де Парм, рождённая вне брака.
Бывший муж Марии Пии, принц Александр, женился на принцессе Барбаре фон унд цу Лихтенштейн, от которой у него был сын Душан.

## Титулы и стили
- 24 сентября 1934 — 2 июня 1946: Её Королевское Высочество принцесса Мария Пиа Итальянская, принцесса Савойская
- 2 июня 1946 — 12 февраля 1955: Её Королевское Высочество принцесса Мария Пиа Савойская
- 12 февраля 1955 — 1967: Её Королевское Высочество принцесса Мария Пиа Югославская, принцесса Савойская
- 1967 — 2003: Её Королевское Высочество принцесса Мария Пиа Савойская
- 2003 — н. в.: Её Королевское Высочество принцесса Мария Пиа Бурбон-Пармская, принцесса Савойская

## Избранная библиография
- Pia di Savoia, Maria. La mia vita, i miei ricordi (неопр.). — Mondadori Electa, 2010. — ISBN 8837071418.